# Koutougou
Koutougou è un dipartimento del Burkina Faso classificato come comune, situato nella provincia di Soum, facente parte della Regione del Sahel.
Il dipartimento si compone del capoluogo e di altri 15 villaggi: Arra-Fulbé, Djamo, Djayel, Gaskindé, Gomdé-Fulbé, Gomdé–Mossi, Hamayala, Hoka, Houkoulourou, Kékelnoda, Kékénéné, Souma, Soum-Bellah, Tounté e Tongomayel-Sirgné.